# Jóhanna Guðrún Jónsdóttir
Jóhanna Guðrún Jónsdóttir, född 16 oktober 1990 i Köpenhamn, känd som Yohanna, är en isländsk sångerska som representerade sitt land i Eurovision Song Contest 2009 med låten "Is It True?" som slutade på andra plats.

## Biografi
Jóhanna föddes i Köpenhamn, men båda hennes föräldrar härstammar från Island. Familjen återflyttade till Island 1992, då hon var två år. Hon växte upp i Hafnarfjörður.
Som liten sjöng Jóhanna Jónsdóttir i musikskolan och fick spela in sin första skiva då hon var nio år gammal. Den gavs ut den 16 oktober 2000 och följdes av en andra skiva 2001. År 2003 kom den tredje skivan, en samling julsånger. År 2008 kom så hennes första skiva som vuxen, Butterflies and Elvis. Jóhanna studerar vid Söngskolinn i Reykjavik, The Reykjavik Academy of Singing and Vocal Arts.

## Eurovision Song Contest 2009
Vid den isländska omröstningen vid Söngvakeppni Sjónvarpsins, Islands motsvarighet till Melodifestivalen, fick Jóhanna 28 % av rösterna, eller 19 076 röster med låten Is It True?. Tvåan fick ca 10 000 röster.
I finalen i Moskva 16 maj kom hon på 2:a plats med 218 poäng.
Hon framförde senare även bland annat låten på Gröna Lund i TV4-programmet Sommarkrysset 1 augusti 2009.

## Diskografi

### Album
- Jóhanna Guðrún 9 (2000)
- Ég sjàlf (2001)
- Jól með Jóhönnu (2002)
- Butterflies and Elvis (2008)

### Singlar
- 2009 - Is It True?"
- 2009 - Is It True - Original Remix
- 2009 - "I Miss You"
- 2010 - "Nótt"
- 2015 - Find a Better Man (Feat. Rok)